# Scafell Pike
Lo Scafell Pike, con un'altezza di 978 m, è la montagna più alta dell'Inghilterra (ma non del Regno Unito, che è invece il monte Ben Nevis [1.343 m] in Scozia).

## Descrizione

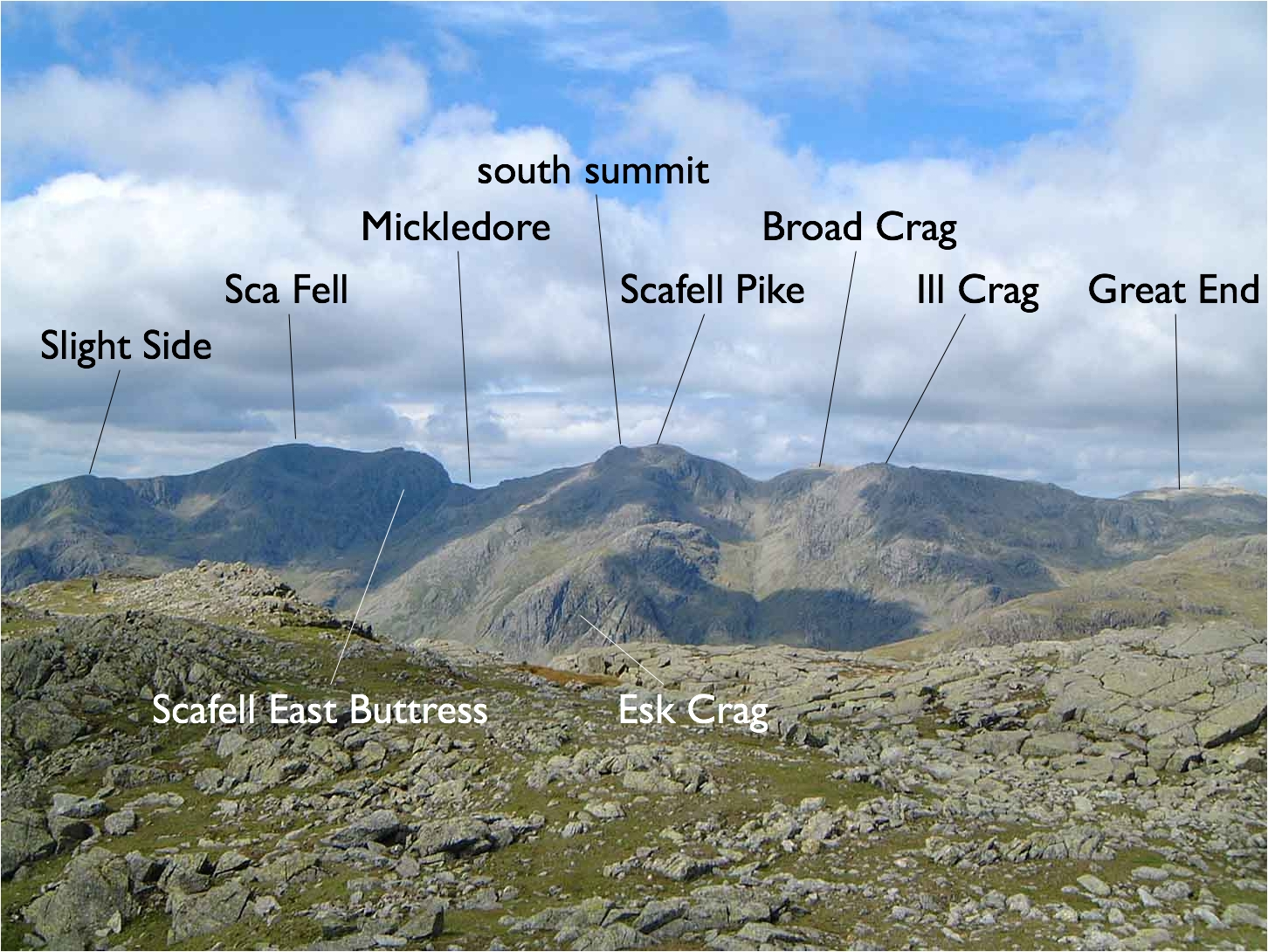
Vista panoramica annotata delle Southern Fells verso ovest.

La montagna fa parte della catena montuosa Southern Fells, situata nella contea inglese di Cumbria all'interno del "Lake District National Park", un'area naturalistica ricca di laghi situata nell'estremo nord dell'Inghilterra, al confine con la Scozia.
Alla quota di 820 metri, circa 400 metri a sud della vetta, si trova il Broad Crag tarn, il lago più elevato della Gran Bretagna.